# Catesbaea foliosa
Catesbaea foliosa là một loài thực vật có hoa trong họ Thiến thảo. Loài này được Millsp. mô tả khoa học đầu tiên năm 1909.